# Mikolas Josef
Mikolas Josef (Praga, República Checa; 4 de octubre de 1995) es un cantante, compositor y modelo checo que representó a República Checa en el Festival de la Canción de Eurovisión 2018 con la canción «Lie to Me», con la cual acabó en sexta posición, el mejor puesto de la República Checa en su historia en el festival, con 281 puntos.
En 2023, estrena su tema y videoclip musical «Boys Don't Cry».

## Biografía
Mikolas Josef nació el 4 de octubre de 1995 en la ciudad checa de Praga. Mikolas tiene ascendencia checa, moravia, austriaca, alemana e italiana. Sus padres son empresarios y tiene un hermano, Karel, y una hermanastra, Martina, mayores. De niño se crio en un pequeño pueblo de la región de Moravia, llamado Znojmo y también en Têptin (Kamenice), en Bohemia. El joven está graduado en The English International School de Praga y posteriormente estudió arte dramático en la ciudad de Londres.
Toca la guitarra desde que tenía 5 años, y desde esa misma edad supo que quería dedicarse a la música. El momento en el que se dio cuenta de esto fue cuando asistió a un concierto folk de su zona de un grupo llamado Feret. Comenzó creando música folk, cambiándose al hip hop tras algún tiempo. Finalmente creó su propio estilo musical único combinando sus influencias folk con el house pop y el hip hop.
En 2006-2008 estudió en un colegio de artes la carrera de guitarra, la cual no fue capaz de terminar. Continuó sus estudios en un colegio de gramática donde consiguió un aprobado en clase de música. "En ese punto me dije que no había autoridad o colegio que me pudiera ayudarme a llegar donde quería, por lo que decidí coger un camino completamente distinto. Fue la mejor decisión que he tomado nunca"
En 2015 se graduó de la English School de Praga. A los 17 años consiguió una medalla de oro por su actuación solista por parte de la London Academy of Music and Dramatic Arts. Sin embargo, decidió no continuar con su curso y en lugar de estudiar en las más prestigiosas universidades, dedicar su vida a la música.
Mientras estudiaba formó parte de muchos desfiles de moda y sesiones de fotos para muchas marcas importantes como Diesel, Replay o Prada, aunque finalmente dejó su prometedora carrera en la profesión por no estar conforme con la forma de actuar dentro de la industria de la moda.
Tras dejar el mundo de la moda, Mikolas decidió dedicarse a la música, actuando como músico callejero en distintas ciudades europeas como Oslo, Zúrich, Hamburgo o Viena. "La música callejera fue la mejor educación musical que jamás hubiera podido desear. Si no hubiera empezado en las calles, nunca hubiera comprendido lo que significa ser músico" afirma Josef. Durante ese tiempo también trabajó limpiando un estudio de grabación durante los días laborales - Así aprovechaba cuando el estudio estaba vacío, una vez al mes, para producir su propia música.
En 2018 apareció en una selección de "18 personas inspiradoras de 2018" en la revista Forbes, por "superar los inconvenientes e inspirar a otros". En 2019 fue la cara de una campaña publicitaria de la marca de ropa interior Tezenis y Huawei.
En 2019 su familia estableció su propia compañía de grabaciones, Vivienne Records. La familia de Mikolas siempre le apoyó en su carrera musical y ahora forman parte de su equipo de management.

## Carrera musical
Desde 2015, el artista ha lanzado distintos singles como "Hands Bloody", "Free" o ""Believe (Hey Hey)".

### Eurovision

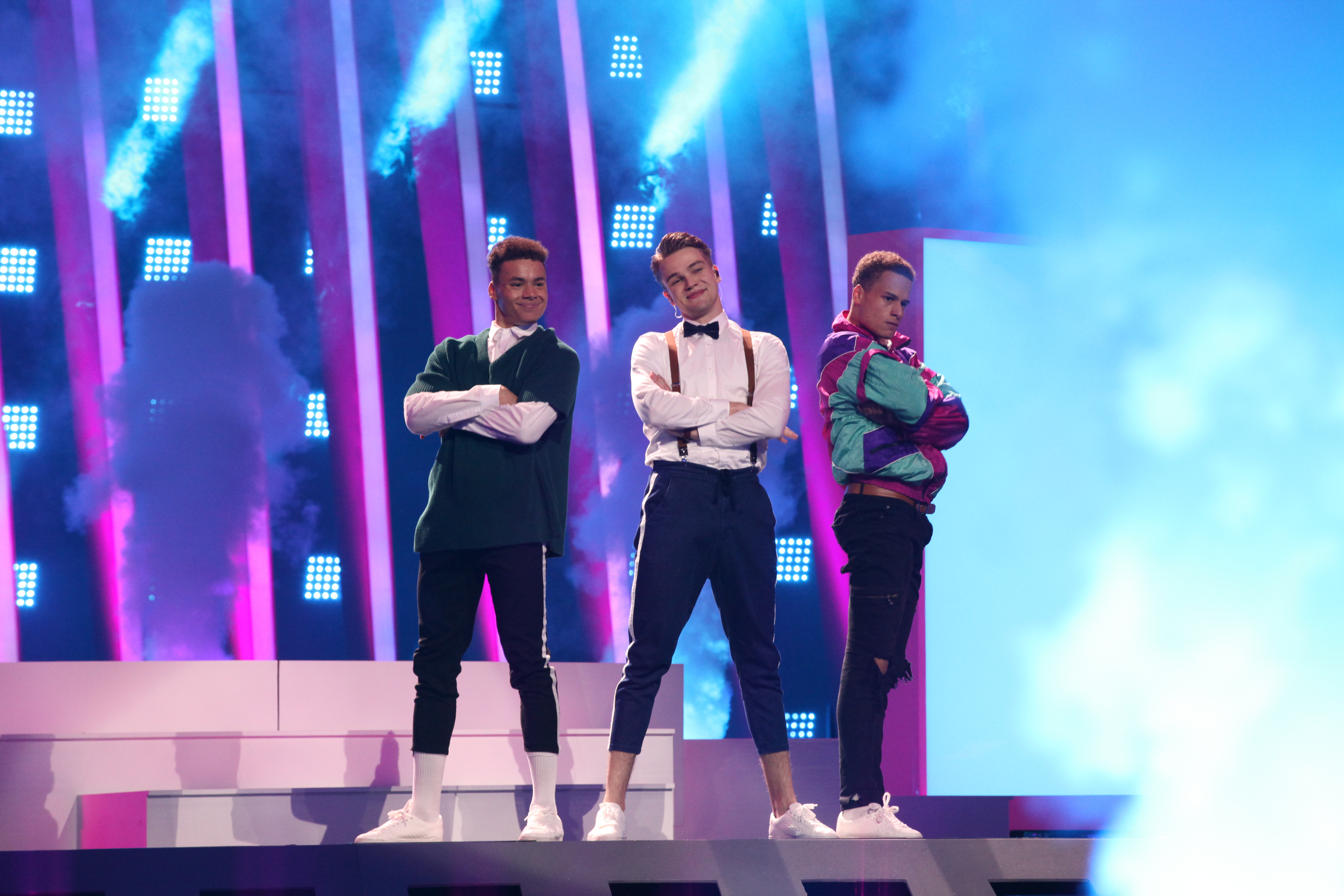
Actuación de República Checa en la final de Eurovision 2018, 12 de mayo, Lisboa

En 2017 fue propuesto para representar a República Checa en el Festival de Eurovision 2017 con la canción "My Turn", proyecto el cual rechazó por no sentirse cómodo con la canción y estilo y fue ofrecido finalmente a Martina Bárta, la canción no consiguió llegar a la final quedando en 14 lugar en la primera semifinal. 
En enero de 2018 fue elegido como representante de la República Checa en el Festival de Eurovisión mediante el voto combinado entre una App y varios jurados internacionales como Iveta Mukuchyán (Armenia, 2016), Nathan Trent (Austria 2017), Naviband (Bielorrusia 2017), Sunstroke Project (Moldavia 2010 y 2017), Robin Bengtsson (Suecia 2017), Dami Im (Australia 2016), Sanja Vučić (Serbia 2016), entre otros. La canción elegida fue "Lie to me", escrita y producida por él mismo. 
Durante los ensayos las semanas previas a Eurovision, Mikolas sufrió un percance en el escenario terminando en el hospital con una lesión cervical, después de haber realizado un salto mortal, tuvo tiempo de recuperarse, y pese a bajar el nivel de riesgo en la coreografía durante la primera semifinal, logró clasificarse en tercera posición con 232 puntos y para la final del 12 de mayo, pudo realizar la pirueta inicial. Acabó en un sexto lugar, alcanzando así la mejor posición obtenida de República Checa en el Festival de Eurovision con 281 puntos, siendo además el cuarto favorito del televoto.
Su canción ha tenido tanto éxito en Europa que el próximo 20 de julio sacará la versión española de "Lie To Me".

## Discografía

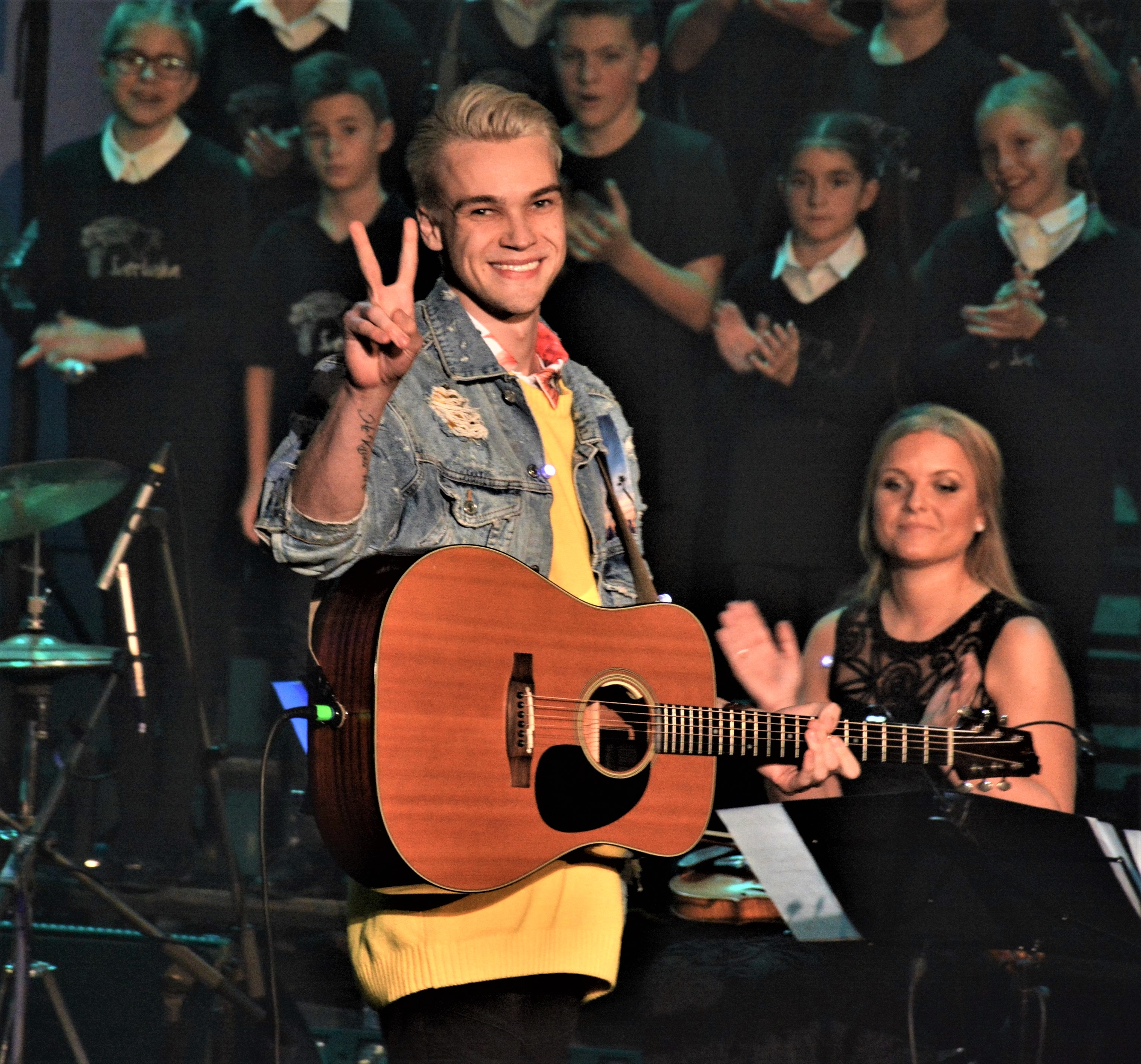
Josef en un concierto en 2018

### Sencillos
| Título                                   | Año | Posición más alta | Posición más alta | Posición más alta | Posición más alta | Posición más alta | Posición más alta | Posición más alta | Certificaciones | Álbum               |
| ---------------------------------------- | --- | ----------------- | ----------------- | ----------------- | ----------------- | ----------------- | ----------------- | ----------------- | --------------- | ------------------- |
| Título                                   | Año | CHE               | CHE Digital       | AUT               | FRA               | ALE               | POL               | SUE               | Certificaciones | Álbum               |
| "Hands Bloody"                           |     |                   |                   |                   |                   |                   |                   |                   |                 | Sencillos sin álbum |
| "Believe"                                |     | 15                |                   |                   |                   |                   |                   |                   |                 | Sencillos sin álbum |
| "Free (Hey Hey)"                         |     |                   |                   |                   |                   |                   |                   |                   |                 | Sencillos sin álbum |
| "Lie to Me"                              |     | 52                | 2                 | 9                 | 122               | 29                |                   | 21                |                 | Sencillos sin álbum |
| "Me Gusta"                               |     | 7                 | 10                |                   |                   |                   |                   |                   |                 | Sencillos sin álbum |
| "Abu Dhabi"                              |     |                   | 22                |                   |                   |                   |                   |                   |                 | Sencillos sin álbum |
| "Acapella" (con Fito Blanko y Frankie J) |     | 1                 | 20                |                   |                   |                   | 2                 |                   | - ZPAV: Oro     | Sencillos sin álbum |
| "Colorado"                               |     | 46                | 64                |                   |                   |                   | 5                 |                   |                 | Sencillos sin álbum |
| "Lalalalalalalalalala"                   |     | 18                | 29                |                   |                   |                   | 21                |                   |                 | Sencillos sin álbum |

### Como artista invitado
| Título                            | Año  | Álbum   |
| --------------------------------- | ---- | ------- |
| "Used To This" (con Lukas Rieger) | 2019 | Justice |